# Electrona subaspera
Electrona subaspera es una especie marina de la familia Myctophidae. Habita en el océano Atlántico y el océano Pacífico. Su longitud máxima es de 12,7 centímetros (5,0 pulgadas). Esta especie se encuentra generalmente entre 0 a 200 metros (0 a 656 pies) por la noche.